# Prvenstvo BLP 1942-1943
Il Prvenstvo Beogradskog loptičkog podsaveza 1942./43., in cirillico Првенство Београдског лоптичког подсавеза 1942./43., (it. "Campionato della sottofederazione calcistica di Belgrado 1942-43") fu la ventiquattresima edizione del campionato organizzato dalla Beogradski loptački podsavez (BLP).
Fu la seconda edizione nello Stato fantoccio della Germania nazista, affidato da Hitler al generale Milan Nedić.
Questa fu la decima edizione del Prvenstvo BLP ad essere di seconda divisione, infatti le migliori squadre belgradesi militavano nella Srpska liga 1942-1943, mentre i vincitori sottofederali avrebbero disputato gli spareggi per la promozione al campionato nazionale successivo.

## Prima classe
```
A causa della decisione in sospeso del giudice sportivo riguardo alla gara fra Železničar e Dušanovac, la BLP ha deciso che è meglio uno fare disputare uno spareggio fra Slavija e Dušanovac per stabilire la squadra che verrà promossa in 
Srpska liga 1943-1944
.
```

### Classifica
|  | Pos. | Squadra                      | Pt | G  | V | N | P | GF | GS | QR    |
|  | ---- | ---------------------------- | -- | -- | - | - | - | -- | -- | ----- |
|  | 1.   | Slavija Belgrado             | 15 | 10 | 7 | 1 | 2 | 30 | 19 | 1,579 |
|  | 2.   | Voždovački                   | 14 | 10 | 6 | 2 | 2 | 29 | 10 | 2,900 |
|  | 3.   | Palilulac Belgrado           | 10 | 10 | 4 | 2 | 4 | 13 | 12 | 1,083 |
|  | 4.   | Električna centrala Belgrado | 8  | 10 | 3 | 2 | 5 | 22 | 24 | 0,917 |
|  | 5.   | Železničar Belgrado          | 7  | 10 | 3 | 1 | 6 | 20 | 37 | 0,541 |
|  | 6.   | BASK Belgrado                | 6  | 10 | 3 | 0 | 7 | 17 | 29 | 0,586 |

Legenda:
      Promossa in Srpska liga 1943-1944.
      Retrocessa nella classe inferiore.
      Ritirata dalla competizione.
Note:
Due punti a vittoria, uno a pareggio, zero a sconfitta.

### Spareggio promozione
| Squadra 1        | Totale | Squadra 2  | Andata     | Ritorno    |
| ---------------- | ------ | ---------- | ---------- | ---------- |
|                  |        |            | 15.08.1943 | 29.08.1943 |
| Slavija Belgrado | 3 – 0  | Voždovački | 2 – 0      | 1 – 0      |

## Resto della Serbia

### Smederevo

#### Gruppo 1
```
Sartid Smederevo

Đurađ Smederevo
Železničar AK Smeredevo

Mladi radnik Požarevac
```

#### Gruppo 2
```
Jasenica Smederevska Palanka

Vojvoda Katić Mladenovac

Obilić Aranđelovac
Železničar Kusadak
```

#### Gruppo 3
```
Sloga Petrovac

Stig Požarevac

Mladi radnik Požarevac

VGSK Veliko Gradište
Sinđelić Svilajnac								

Finale gruppo 3
:    
Sloga Petrovac
 - Stig Požarevac                 3-2
```

#### Finale Smederevo
```
Finale:             
Jasenica Smederevska Palanka
 - 
Sartid Smederevo
 1-0, 3-0
```

### Kruševac

#### Girone Ovest
```
   Squadra                         G   V   N   P   GF  GS  Q.Reti  Pti
1  SK Kruševac                     4   4   0   0   24  1   24,000  8
2  Jug Bogdan Trstenik             4   2   0   2   10  4   2,500   4
3  Kursula Varvarin                4   0   0   4   1   30  0,033   0
```

#### Girone Est
```
   Squadra                         G   V   N   P   GF  GS  Q.Reti  Pti
1  Ibar Kraljevo                   4   2   1   1   9   8   1,125   5	
2  USK Užice                       4   2   1   1   9   9   1,000   5	
3  Morava Kraljevo                 4   1   0   3   11  12  0,917   2
```

#### Finale Kruševac
```
Finale:             Ibar Kraljevo - SK Kruševac                     0-0, 2-1
```

### Kragujevac

#### Gruppo 1
```
Šumadija Kragujevac

Trgovački Kragujevac

Radnički Kragujevac

Seljak Kragujevac
```

#### Gruppo 2
```
JSK Jagodina

Jedinstvo Paraćin

Slavija Ćuprija
Karađorđe Jagodina
```

#### Finale Kragujevac
```
Finale:             
JSK Jagodina
 - 
Šumadija Kragujevac
              4-1, 1-2
```

### Niš

#### Gruppo Niš
```
   Squadra                         G   V   N   P   GF  GS  Q.Reti  Pti
1  Pobeda Niš                      14  11  3   0   71  19  3,737   25	
2  
Sinđelić Niš
                    14  10  2   2   36  22  1,636   22
3  
Železničar Niš
                  14  8   3   3   42  29  1,448   19
4  
Građanski Niš
                   14  5   2   7   31  31  1,000   12
5  Hajduk Niš                      14  4   4   6   21  46  0,457   12
6  Car Konstantin Niš              14  3   3   8   29  42  0,690   9
7  Obilić Niš                      14  2   5   7   17  27  0,630   9
8  Srbija Niš                      14  1   2   11  20  51  0,392   4
```

#### Timočka župa
```
   Squadra                         G   V   N   P   GF  GS  Q.Reti  Pti
1  Jedinstvo Zaječar               7   4   3   0   21  3   7,000   11
2  
Timok Zaječar
                   8   4   2   2   22  18  1,222   10
3  
BSK Bor
                         8   3   1   4   9   20  0,450   7
4  Železničar Zaječar              8   2   1   5   14  19  0,737   5
5  Srbija Knjaževac                7   2   1   4   12  18  0,667   5
```

#### Leskovačka župa
```
1  Momčilo Leskovac
   Josif Leskovac
   
Dubočica Leskovac

   Borac Leskovac
   SK Moravac
```

#### Finali Niš
```
Semifinali:         Sinđelić Niš - Jedinstvo Zaječar                3-2, 0-3			
                    Momčilo Leskovac - Pobeda Niš                   1-1, 0-2			
Finale:             Pobeda Niš - Jedinstvo Zaječar                  2-0, 4-0
```

### Valjevo
```
   Squadra                         G   V   N   P   GF  GS  Q.Reti  Pti
1  Trgovački Obrenovac             8   7   1   0   21  11  1,909   15	
2  
VSK Valjevo
                     8   4   1   3   16  14  1,143   9	
3  Bogoljub Obrenovac              8   4   0   4   14  13  1,077   8	
4  Trgovački Valjevo               8   1   3   4   16  21  0,762   5	
5  
Budućnost Valjevo
               8   1   1   6   17  25  0,680   3

A causa di un errore, il Mačva Šabac non è stato incluso nel gruppo Valjevo; successivamente la 
Federcalcio serba
 ha deciso che il vincitore del gruppo uscirà da uno spareggio fra Trgovački Obrenovac e Mačva Šabac
.
[
2
]

Spareggio:          
Mačva Šabac
 - Trgovački Obrenovac               2-1, 2-2
```

### Banatska Mađarska liga
Riservata dei club espressioni delle comunità ungherese e tedesca.
```
   Squadra                                   Pti
1  Hajra SE (
Nagybecskerek
)                  34
2  Sparta SE (Torontalvasarhely, 
Debeljača
)  28
3  Schwebischer SC (
Gross Betschkerek
)       24
4  Elore SC (
Nagykikinda
)                    21
5  Roham SE (Magyarcsernye, 
Nova Crnja
)      17
6  Vegvar SE (
Pancsova
)                      15
7  Tisza SE (Torokkanizsa, 
Novi Kneževac
)    15
8  Lehel SE (
Muzslya
)                        11
9  Olympia SE (Torontaltorda, 
Torda
)         11
10 Turul SE (Torokbecse, 
Novi Bečej
)         6
```

## Spareggi-promozione
| Squadra 1         | Totale | Squadra 2     | Andata | Ritorno |
| ----------------- | ------ | ------------- | ------ | ------- |
| Mačva Šabac       | 2 – 7  | Jasenica      | 1 – 3  | 1 – 4   |
| Jedinstvo Zaječar | 2 – 4  | Ibar Kraljevo | 1 – 1  | 1 – 3   |

### Qualificate per la Srpska liga 1943-44
Le seguenti squadre si erano qualificate per la Srpska liga 1943-1944 (che successivamente cambiò format a causa della seconda guerra mondiale).
- BSK Belgrado
- SK 1913
- Obilić
- Slavija Belgrado
- Pobeda Niš
- JSK Jagodina
- Ibar Kraljevo
- Jasenica Smederevska Palanka